# 基乌萨诺圣多梅尼科
基乌萨诺圣多梅尼科（義大利語：Chiusano di San Domenico），是意大利阿韦利诺省的一个市镇。总面积24.56平方公里，人口2409人，人口密度98.1人/平方公里（2009年）。ISTAT代码为064028。